# Лоран, Мелани
Мелани́ Лора́н (фр. Mélanie Laurent; род. 21 февраля 1983, Париж) — французская актриса, режиссёр, певица.

## Биография
Родилась в еврейской семье: отец — актёр, озвучивающий различные роли за кадром (озвучивал Неда Фландерса во французском варианте Симпсонов), мать — преподаватель балета. Детство Мелани прошло в IX округе Парижа, и уже с юных лет она интересовалась кинематографом. Свою первую роль в фильме «Мост между двух берегов» Мелани Лоран получила благодаря случайному знакомству с актёром и режиссёром Жераром Депардьё на съёмках фильма «Астерикс и Обеликс против Цезаря».
В период с 1999 по 2009 год снялась в 20 фильмах. В 2008 году выступила в роли режиссёра и сценариста короткометражного эротического фильма A ses pieds (рус. К его ногам), который был показан на французском телеканале Canal+. В 2009 году дебютировала в Голливуде, сыграв главную женскую роль в фильме Квентина Тарантино «Бесславные ублюдки», за эту роль Лоран получила многочисленные награды.

## Фильмография

### Актёрская
- 1999 — Мост между двух берегов
- 2001 — Это моё тело
- 2002 — Целуй кого хочешь
- 2003 — Максимальный экстрим
- 2004 — Рисовая рапсодия
- 2004 — Последний день
- 2004 — Я так долго ждал тебя

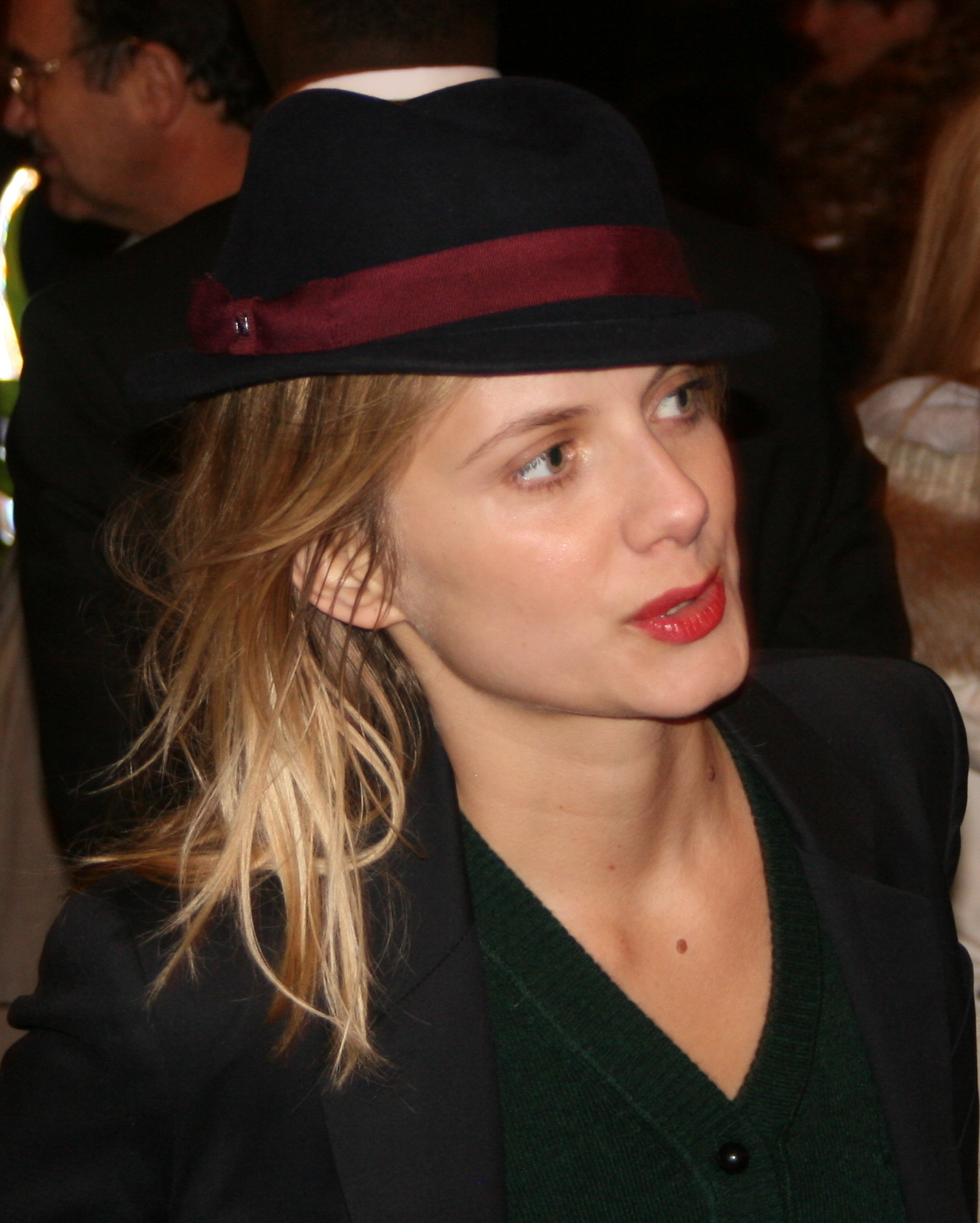
Лоран в декабре 2008

- 2005 — Моё сердце биться перестало
- 2006 — Не волнуйся, у меня всё нормально
- 2006 — Патриоты
- 2007 — Комната смерти
- 2007 — Скрытая любовь
- 2008 — Париж
- 2009 — Бесславные ублюдки
- 2009 — Джек и Джилл: любовь на чемоданах
- 2009 — Концерт
- 2010 — Начинающие
- 2010 — Облава
- 2011 — Реквием по убийце
- 2013 — Иллюзия обмана
- 2013 — Враг
- 2013 — Ночной поезд до Лиссабона
- 2014 — В воздухе
- 2015 — Бумеранг
- 2015 — Лазурный берег
- 2016 — Вечность
- 2016 — Последние парижане (Les derniers Parisiens)
- 2017 — Мой сын
- 2018 — Операция «Финал»
- 2018 — Сердцеед
- 2018 — Миа и белый лев
- 2019 — Призрачная шестёрка
- 2021 — Кислород
- 2021 — Бал безумных женщин
- 2022 — Буря
- 2023 — Убийство в Париже
- 2023 — Подельницы

### Режиссёрская
- 2011 — Родные
- 2014 — Я дышу
- 2015 — Завтра (документальный, совместно с Сирилом Дионом)
- 2017 — Бездна
- 2018 — Галвестон
- 2021 — Бал безумных женщин
- 2023 — Подельницы
- TBA — Соловей

## Награды и номинации

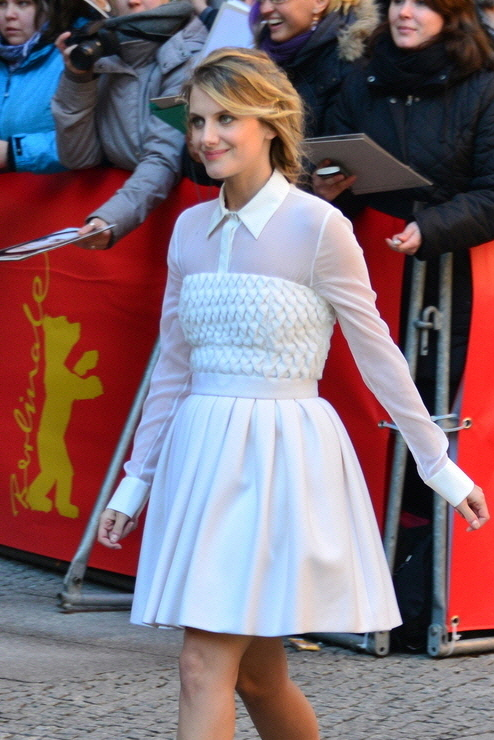
Лоран на 64-м Берлинском кинофестивале, февраль 2014

### Награды
- 2006 — Премия Роми Шнайдер[4]

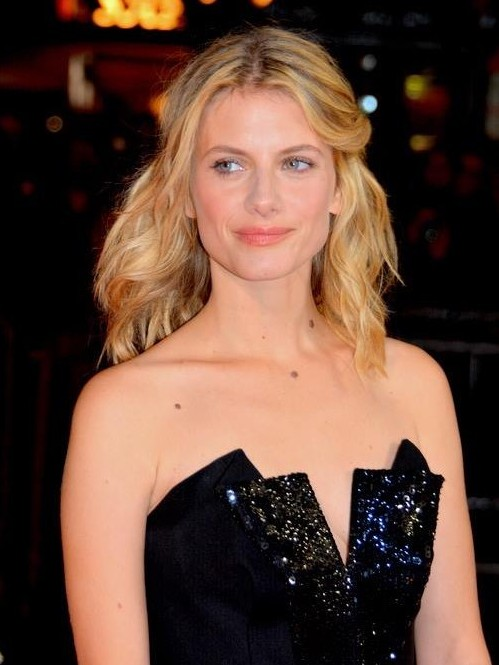
Лоран на 41-й церемонии вручения кинопремии «Сезар» (26 февраля 2016)

- 2007 — Премия Étoile d’Or — лучший женский дебют (за фильмы «Не волнуйся, у меня всё нормально» и «Диккенек»)
- 2007 — Премия Люмьер — самая многообещающая молодая актриса (за фильм «Не волнуйся, у меня всё нормально»)
- 2007 — Сезар — самая многообещающая актриса (за фильм «Не волнуйся, у меня всё нормально»)
- 2009 — Премия Общества кинокритиков Сан-Диего — лучший актёрский состав (за фильм «Бесславные ублюдки»)
- 2009 — Премия Общества кинокритиков Феникса — лучший актёрский состав (за фильм «Бесславные ублюдки»)
- 2009 — Премия Ассоциации кинокритиков Остина — лучшая женская роль (за фильм «Бесславные ублюдки»)
- 2010 — Online Film Critics Society Awards — лучшая женская роль (за фильм «Бесславные ублюдки»)
- 2010 — Премия Central Ohio Film Critics Association — лучший актёрский состав (за фильм «Бесславные ублюдки»)
- 2010 — Премия Трансляция ассоциации кинокритиков — лучший актёрский состав (за фильм «Бесславные ублюдки»)
- 2011 — Gotham Awards — лучший актёрский состав (за фильм «Бесславные ублюдки»)
- 2012 — Премия жюри (Кинофестиваль в Ньюпорт Бич) — лучшая актриса (за фильм «И вдруг мне всех не хватает»)

### Номинации
- 2007 — NRJ Cine Award — Best Young Talent in a Debut Film (за фильм «Не волнуйся, у меня всё нормально»)
- 2008 — Премия Люмьер — лучшая актриса (за фильм «Комната смерти»)
- 2008 — Каннский кинофестиваль — Золотая пальмовая ветвь за лучший короткометражный фильм («Все меньше и меньше»)
- 2009 — Премия Общества кинокритиков Сан-Диего — лучшая актриса второго плана (за фильм «Бесславные ублюдки»)
- 2010 — Империя — лучшая женская роль (за фильм «Бесславные ублюдки»)
- 2010 — Сатурн — лучшая женская роль (за фильм «Бесславные ублюдки»)
- 2011 — Премия Общества кинокритиков Сан-Диего — лучшая актриса второго плана (за фильм «Бесславные ублюдки»)

## Личная жизнь
Мелани состоит в фактическом браке. У пары есть сын — Лео (родился 30.09.2013). В 2019 году Мелани родила второго ребенка, девочку по имени Мила.